# Clavelitos (canción de Quinito Valverde)
Clavelitos es una canción compuesta por el español Quinito Valverde, con letra de José Juan Cadenas y popularizada por La Fornarina, quien la estrenó en París en 1909. Ha sido interpretada por sopranos como Conchita Supervía, Lucrezia Bori, Amelita Galli-Curci, Rosa Ponselle, Antonina Nezhdanova, María de los Ángeles Morales, Victoria de los Ángeles o Florence Foster Jenkins, y tenores populares como Luis Mariano.